# Alma Guechtoum
Pour les articles homonymes, voir Alma.
 (juin 2018).
Si vous disposez d'ouvrages ou d'articles de référence ou si vous connaissez des sites web de qualité traitant du thème abordé ici, merci de compléter l'article en donnant les références utiles à sa vérifiabilité et en les liant à la section « Notes et références ».
Alma Guechtoum est un village de la commune d'Akerrou, en Algérie. C'est le lieu de naissance de El Hadj Essaid Ath Fliq, poète qui aurait traduit le Coran en Tamazight.
Ce village est connu par son très grand nombre de chouhadas et moudjahidines pendant la guerre d'Algérie. Il compte un peu plus d'un millier d'habitants[réf. nécessaire].

## Toponymie
Le nom du village vient du berbère "Alma" signifiant "prairie". Alma Guechtoum signifie ainsi « la Prairie de Guechtoum ».